# Cadáver exquisito primera edición
Cadáver exquisito primera edición es una película canadiense dramática de 2006. Filmada en Quebec, la cinta es un proyecto colectivo dirigido por una docena de cineastas, quienes desarrollaron la historia y las distintas partes del film utilizando como base el famoso juego del "cadáver exquisito".

## Sinopsis
Roxy, una cantante de glam rock en decadencia firma un pacto con el diablo, e inmediatamente comienza un recorrido marcado por varias emociones intensas, a medida que nueve autores-realizadores toman el control de su destino, reescribiendo su vida paso a paso y como les place. Roxy cruzará en esta existencia que se le escapa a varios personajes coloridos: mujeres de todo tipo, un distribuidor que la extravía más aún, una drag queen, un autor de teatro, un propietario de bar interesado en ella y, por supuesto, "Mefistófeles" de todo tipo.

## Reparto
- Alexis Bélec ... Roxy
- Annie Dufresne ... Jeanne De Cactus
- Sabine Karsenti ... Maya
- Pierre-Antoine Lasnier ... Le dealer
- Jean-Guy Bouchard ... Mefistófeles
- Bénédicte Décary ... Mefistófeles
- Marc-François Blondin ... Pete Paquette
- Pierre Verville ... Mefistófeles
- Luc Provost ... Mado
- Patricia Tulasne ... Martine
- Pierre Rivard ... Ned
- Zoé Letendre ... Jessica

## Producción
Inspirado en el juego llamado Cadáver exquisito, nacido de un espíritu libre que prevalecía en el movimiento surrealista durante los años 20: Un número determinado de colaboradores formaba un encolado colectivo, que fue de palabras, imágenes o frases musicales, sin que ninguno tenga conocimiento de la propuesta del participante que lo precedía. Y cuando todos juegan, se descubría por fin una obra colectiva que se derivaba de estos hermanamientos heteróclitos. 
En la realización de esta película, la cual fue revelada en el trigésimo aniversario de Festival Internacional de Cine de Montreal, los guionistas (y verdaderos diseñadores del film) Adrien Lorion, David Etienne y Michel Laroche explicaron como pautaron conjuntamente las reglas y alternativas para este Cadáver exquisito: para comenzar, impusieron una biblia de treintena de personajes ficticios, que proporcionaban un universo propio y podían ser distribuidos por los cineastas. Luego eligieron a nueve autores y nueve compositores; cada uno se inspiró en los personajes ficticios para producir su segmento, y así se creó una historia que evoluciona de manera sorprendente y original.

## Equipo Técnico
- Título: Cadavre Exquis première édition
- Idea orginale: Adrien Lorion, David-Etienne,Michel Laroche
- Creación de los personajes: Jean-François Gros d'Aillon
- Realizadores: Virginie Brault, Jean-Félix Maynard, Brian Desgagné, Martin Bourgault, François Lussier, Philippe Melançon, Jean-François Gros d'Aillon, Diane Gagnon, Stéphan Doe, Michel Lauzon, Antonin Monmart, Florian Cossen
- Producción: Communications Rivage
- Productor asociado: Diane Gagnon
- Concepción artística y visual: Adrien Lorion
- Dirección fota: Pierre Tremblay, Marc Warden, Alexandre Buissière, Antonin Monmart
- Música original: Jocelyn Leblanc
- Música: David Etienne, Annie Dufresne, Dédé Traké, Jean-François Fortier, Kaliroots, Antoine Gratton, Alain Simard, Nancy Dumais, Jonathan Painchaud
- Narración: Roger Tabra
- Clase: Drama
- Cine de Quebec
- Duración: 76 minutos

## Banda sonora
- Narración: Roger Tabra
- Sébastien Plante - Les Respectables: Le Cadavre Exquis (Serge Gainsbourg)
- David-Etienne/Serge Billon Galland: Les cons qui s'adorent
- Annie Dufresne: La Diva
- Dédé Traké: Tous les jours est un combat
- Jean-François Fortier: Sur le Boulevard
- Kaliroots: Y faut pas chercher à comprendre
- Antoine Gratton: En amour
- Alain Simard: Si in Love with you
- Nancy Dumais: Rock Star
- Jonathan Painchaud: Héros
- OVMF: Crystalis